# Ditassa duidae
Ditassa duidae är en oleanderväxtart som beskrevs av Henry Allan Gleason. Ditassa duidae ingår i släktet Ditassa och familjen oleanderväxter. Inga underarter finns listade i Catalogue of Life.